# Evangelický kostel (Bludovice)
Evangelický kostel v Bludovicích je jedním z luterských tolerančních kostelů na Těšínsku. Nachází se na předměstí města Havířova, v jeho blízkosti je česká i polská základní škola. Díky silnému zastoupení polských věřících se konají nedělení bohoslužby v českém i polském jazyce. Kostel je chráněn jako kulturní památka.

## Historie
Nejvýznamnějším milníkem v historii Evangelického kostela v Bludovicích bylo vydání Tolerančního patentu 13. října 1781 rakouským panovníkem a římskoněmeckým císařem Josefem II. Na základě tohoto zákonodárného dokumentu mohli nekatolíci stavět domy modliteb (modlitebny). Evangelíci z Bludovic, Šumbarku, Šenova, Datyň a Suché se rozhodli založit samostatný sbor na vlastní náklady. Pět měsíců od vydání Tolerančního patentu vydal Zemský úřad starších v Těšíně souhlas ke stavbě modlitebny v souladu s Tolerančním patentem (bez věže, vchod nesměl být od hlavní silnice). Pozemek na její stavbu věnoval místní majitel statku hrabě Seeger.
Výstavba probíhala v letech 1782 - 1783. Během těchto let bylo stavění modlitebny několikrát zakázáno. I přes všechny zákazy a těžkosti byla však stavba dokončena, a tak mohl 17. února 1783 nastoupit do sboru první pastor Daniel Wagner. Na základě vydání nařízení (1848) a patentu (1849) císařem Františkem Josefem I. byly zakoupeny zvony a dostavěna věž. Dne 24. srpna 1852 na svátek Bartoloměje probíhala velká slavnost posvěcení věže, zvonů a hodin. Od té doby je v bludovickém kostele v tento den každoročně slavena památka založení kostela, případně v nejbližší neděli k sv. Bartoloměji (proto je někdy kostel označován jako kostel sv. Bartoloměje).
Po první světové válce probíhala generální oprava varhan, byly zakoupeny nové zvony (původní byly zabaveny během války). V roce 1925 proběhla generální oprava kostela: přestavba pavlače, nové lavice, vnitřní malba (malíř Hrncíř z Bohumína). V roce 1949 byly zakoupeny a posvěceny v pořadí již třetí zvony (předchozí byly opět zabaveny pro vojenské účely), které byly v roce 1953 elektrifikovány. Na přelomu tisíciletí došlo k obnovení fasády kostela,  opravě střešních krovů a výměně střešní krytiny. V letech 2012 - 2014 probíhala finančně náročná přestavba varhan, její realizace byla umožněna Nadačním fondem kulturní památky Havířov. Od roku 2020 započaly práce na rekonstrukci kostelních oken.

## Popis
Interiér stavby s kruchtou a patrovou pavlačí po obou stranách lodi má plochý strop s bohatou ilusivní malbou, představující nebeský Jeruzalém. Tato stropní malba pochází z dvacátých let 20. století. V kostele nyní stojí varhany firmy Rieger (opus 2883) z roku 1939, které jsou umístěny ve starší varhanní skříni. Varhany obsahují přes 1000 píšťal, jedná se o jediné varhany v Havířově, na nichž lze interpretovat rozličné druhy varhanní hudby. Kostel je dnes využíván jako místo mnoha koncertů.

## Galerie

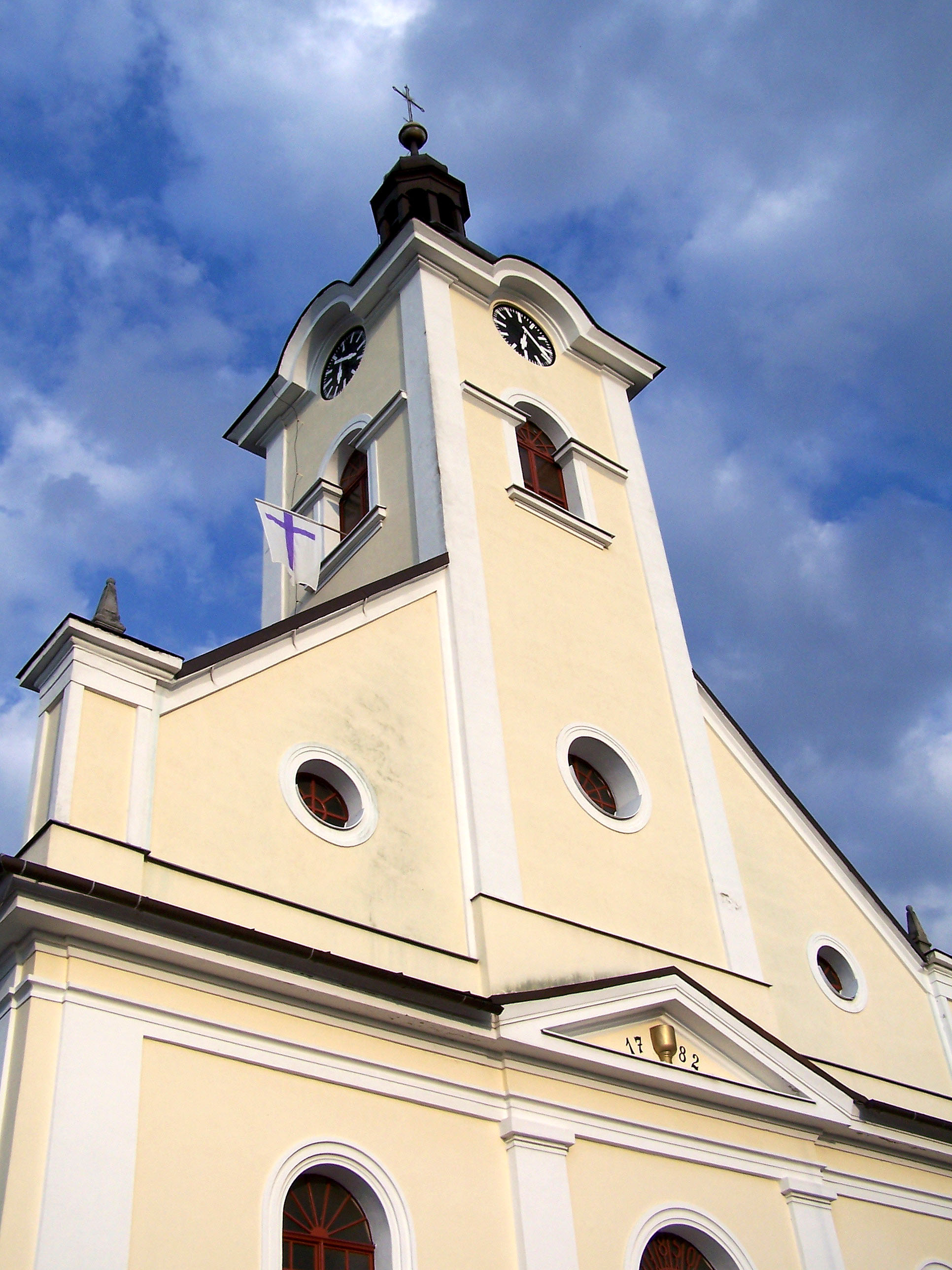
Průčelí s věží
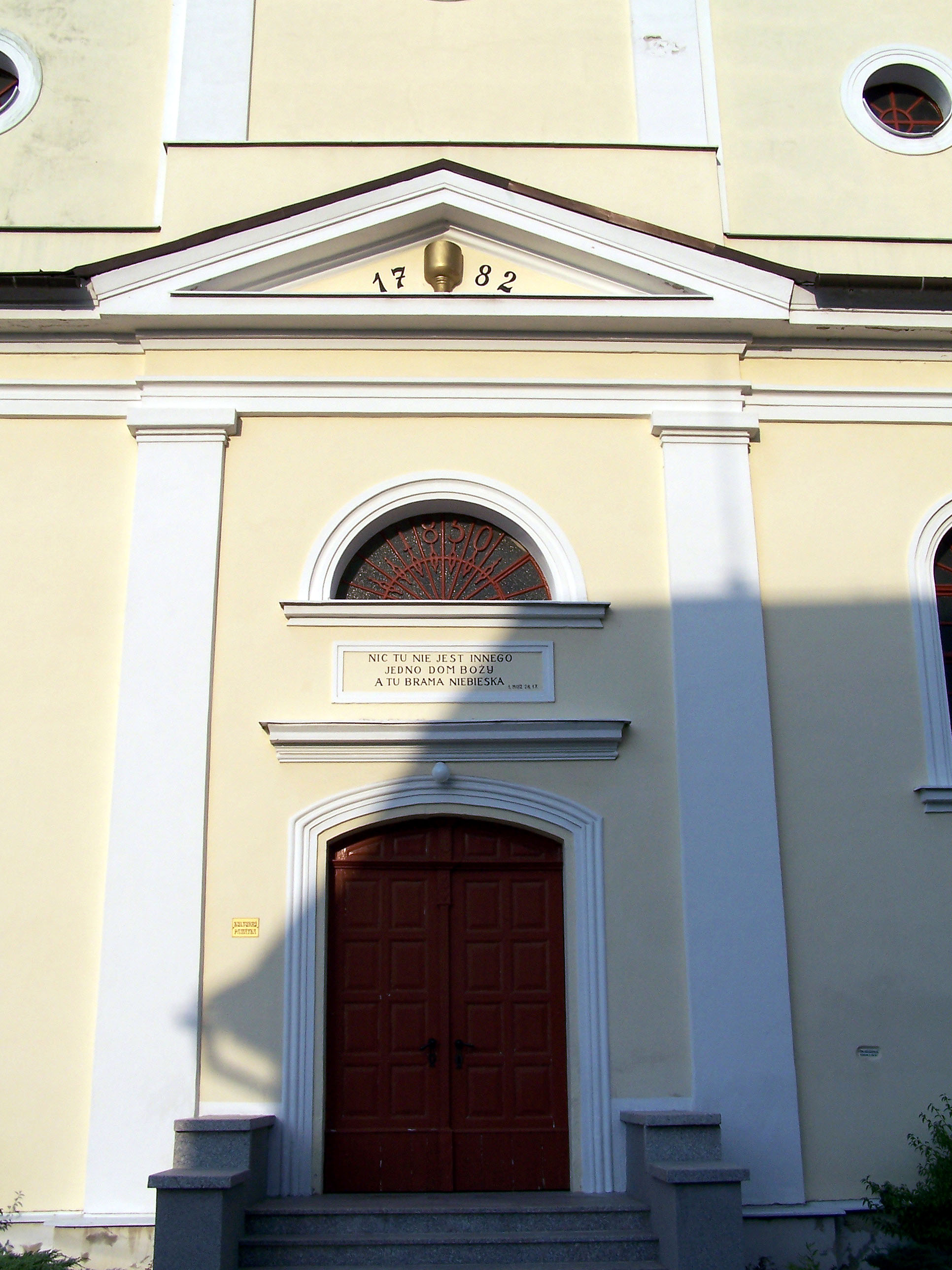
Vstupní portál
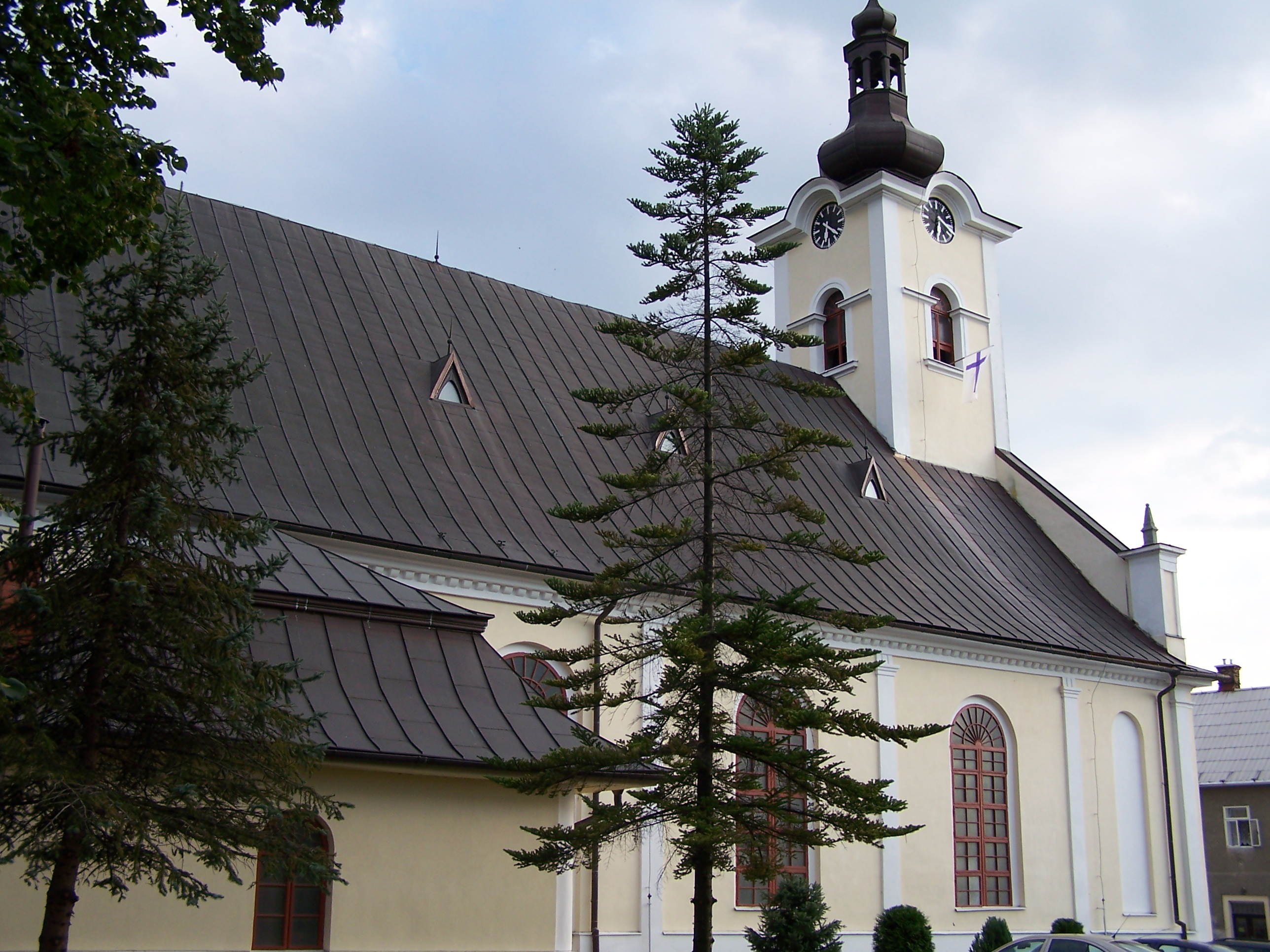
Boční pohled
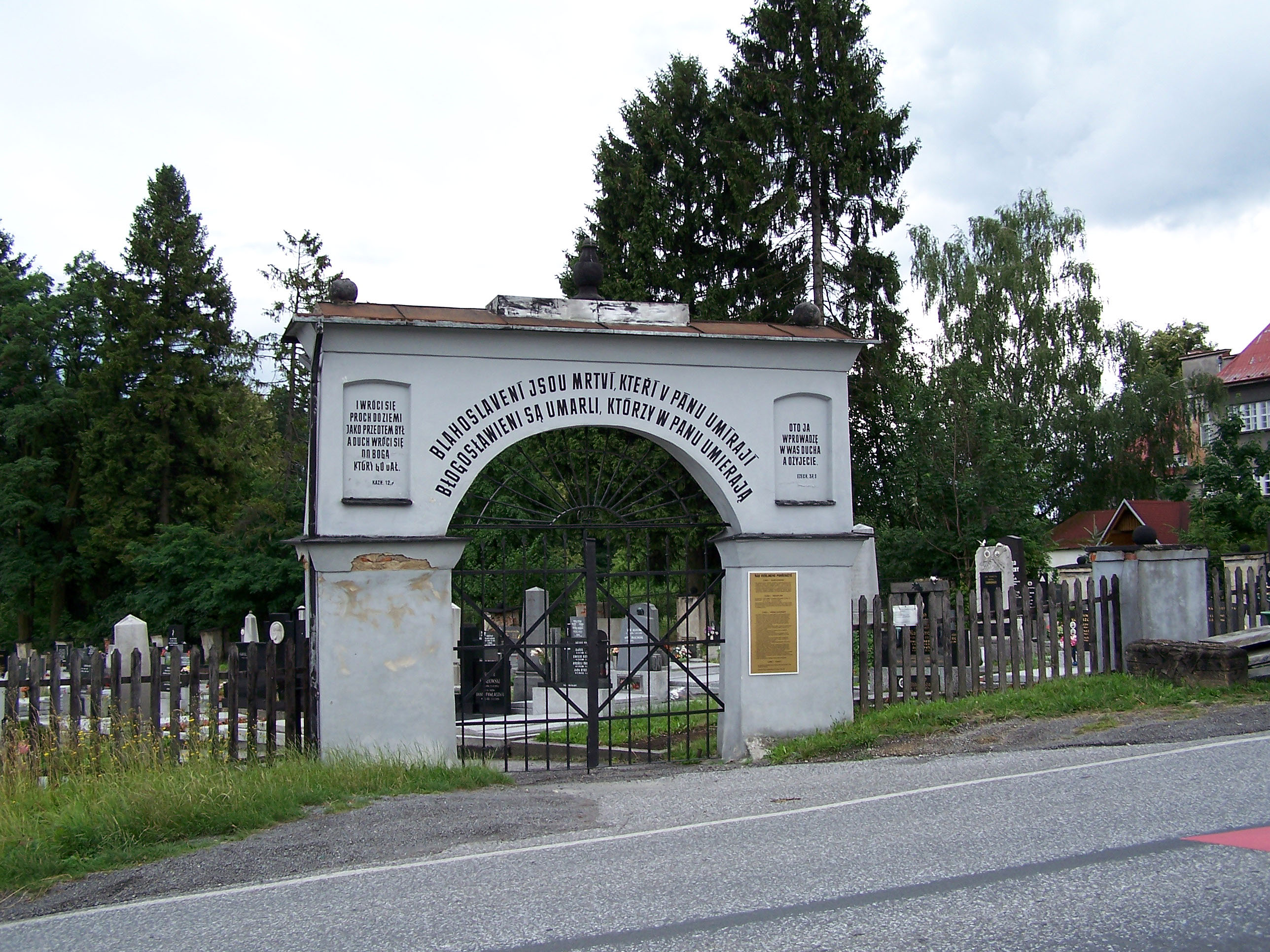
Hřbitovní brána